# لويس مانويل راموس
لويس مانويل راموس (بالإسبانية: Luis Manuel Ramos)‏ هو لاعب كرة قدم مكسيكي، ولد في 11 يناير 1991.